# Ary (ur. 1933)
Ary de Souza (ur. 3 września 1933 w Rio de Janeiro) – brazylijski piłkarz, występujący na pozycji napastnika.

## Kariera klubowa
Karierę piłkarską Ary rozpoczął w Canto do Rio Niterói w 1956 roku. Potem występował jeszcze w Américe Belo Horizonte (1959–1963), Ferroviárii Araraquara (1963–1964), Comercialu Ribeirão Preto (1964–1966), Francanie (1966–1967), Cruzeiro EC (1967) oraz Araxá EC, w której zakończył karierę w 1968 roku. Podczas kariery nie osiągnął sukcesów.

## Kariera reprezentacyjna
W reprezentacji Brazylii Ary zadebiutował 14 marca 1963 w wygranym 5-1 meczu z reprezentacją Kolumbii podczas Copa América 1963, na której Brazylia zajęła czwarte miejsce. Na tym turnieju wystąpił jeszcze w dwóch meczach z Paragwajem i Argentyną.